# پورت ویکتوریا پی‌وی۲
پورت ویکتوریا پی‌وی۲ (به انگلیسی: Port_Victoria_P.V.2) یک هواگرد از نوع جنگنده شناورشونده ساخت شرکت پورت ویکتوریا است. هواگرد پورت ویکتوریا پی‌وی۲ نخستین پروازش را در ۱۶ ژوئن ۱۹۱۶ میلادی انجام داد. در مجموع، تعداد ۱ فروند از این هواگرد ساخته شده‌است.